# Манойленко Юлія Анатоліївна
Юлія Анатоліївна Манойленко (народилася 28 березня 1979 в селі Ждани Лубенського району Полтавської області) — українська поетеса і прозаїк, членкиня НСПУ, авторка дев'яти книг, лавреатка літературних премій.

## З життєпису
Закінчила ветеринарний відділ Хомутецького ветзоотехнікуму та філологічний факультет Полтавського державного педагогічного університету імені Володимира Галактіоновича Короленка.
Працювала науковим співробітником Лубенського краєзнавчого музею імені Гната Стеллецького.
Мешкає в Полтаві, працює в Полтавській обласній бібліотеці для юнацтва імені Олеся Гончара. [Архівовано 8 травня 2018 у Wayback Machine.]

## Творчість
Авторка збірок:
- «Наречена вітру» (Лубни, 2002),
- «Синьооке сонце живокосту» (Полтава, 2004),
- «На околицях білих пелюсток» (Полтава, 2008),
- «До одвічних бродів» (Лубни, 2012),
- «Стежкою трави» (Миргород, 2014),
- «На покуті свята» (Полтава, 2016),
- «Росою серця» (Лубни, 2019),
- "Слідами смальти" (Полтава, 2021)
- "Облачення суцвіть" (Полтава, 2022)

Друкувалася у:
- колективних збірках «Посульська муза» (Лубни, 1998), «Сонячні перевесла» (Лубни, 2003), «Віршограй» (Миргород, 2005), «Відлуння Василевого Різдва» (Полтава, 2004), «Поетичні зорі-2004» (Полтава, 2004), «Відлуння Чорнобиля» (Полтава, 2006), «Лубенський ужинок» (Миргород, 2013), «Вогонь Тарасового слова» (Миргород, 2014 р.), «На полотні вишиваного слова» (Миргород, 2018),
- антології «Калинове гроно» (Полтава, 2010), антології сучасної жіночої поезії Полтавщини «Вишнева повінь» (Полтава, 2012),
- альманахах молодих полтавських авторів «Острови» (Полтава, 2007), «Собори душ своїх бережіть» (Полтава, 2007),
- альманахах Сумського земляцтва «Земляки» (Суми, 2006), «Дзвінке перо Посулля» (Лубни, 2008), «Острови-2» (Полтава, 2008),
- журналах «Бахмутський шлях» (Луганськ), «Бахмутський шлях» (Луганськ), «Полтавська криниця» (Полтава, 2018) та багатьох інших.

Член Національної спілки письменників України (з 24 вересня 2009), літоб'єднання ім. О. Донченка в Лубнах та Полтавської спілки літераторів
- Всеукраїнська літературна премія імені Олександра Олеся (2005, за збірку лірики «Синьооке сонце живокосту»);
- Лубенська районна літературно-мистецька премія імені Василя Симоненка (2004);
- Полтавська обласна премія імені І. П. Котляревського — в номінації «Поетичний твір»;
- Переможець обласного літературно-мистецького конкурсу «Собори душ своїх бережіть» у 2007 році;
- Премія імені Володимира Малика  - дипломантка, за книгу «Стежкою трави» (2016).